# Janicsek András
Janicsek András (1965. december 12. – Fehérgyarmat közelében, 2008. június 20.) alezredes, a MH vitéz Szentgyörgyi Dezső 101. Repülődandár vadászpilótája.

## Élete
1989-ben végzett a Kilián György Repülő Műszaki Főiskola repülőgép–vezető szakán, majd 1996-ban diplomázott a Zrínyi Miklós Katonai Akadémián. Különböző repülő beosztásokban teljesített szolgálatot, az elsők között vett részt a kanadai NFTC (repülőgép-vezető) programban, először mint kiképzendőrepülőgép–vezető, majd a későbbiekben mint repülőgépvezető oktató. Több mint 2700 órát repült, L–29-es, L–39-es, MiG–21-es, MiG–29-es, Harvard II-es és Hawk gépeken.
2008. június 20-án, a Fehérgyarmati Repülőtér közelében, egy kiképzésre használt L–39 Albatros géppel – Ignácz Zoltán főhadnaggyal a fedélzeten – a földhöz csapódott. Megpróbálkoztak a katapultálással, azonban ez – az alacsony magasság miatt – nem sikerült. Az oktatóülés kirepült, őt magát a gép mellett találták meg, míg növendéke a gépben maradt. A főhadnaggyal együtt életét veszítette. Katonai tiszteletadással, római katolikus szertartás keretében helyezték örök nyugalomra július 9-én.